# Groß Düben
Groß Düben (hornolužickosrbsky Dźěwin) je obec v Horní Lužici v německé spolkové zemi Sasko. Nachází se v zemském okrese Zhořelec a má přibližně 1 100 obyvatel.

## Geografie

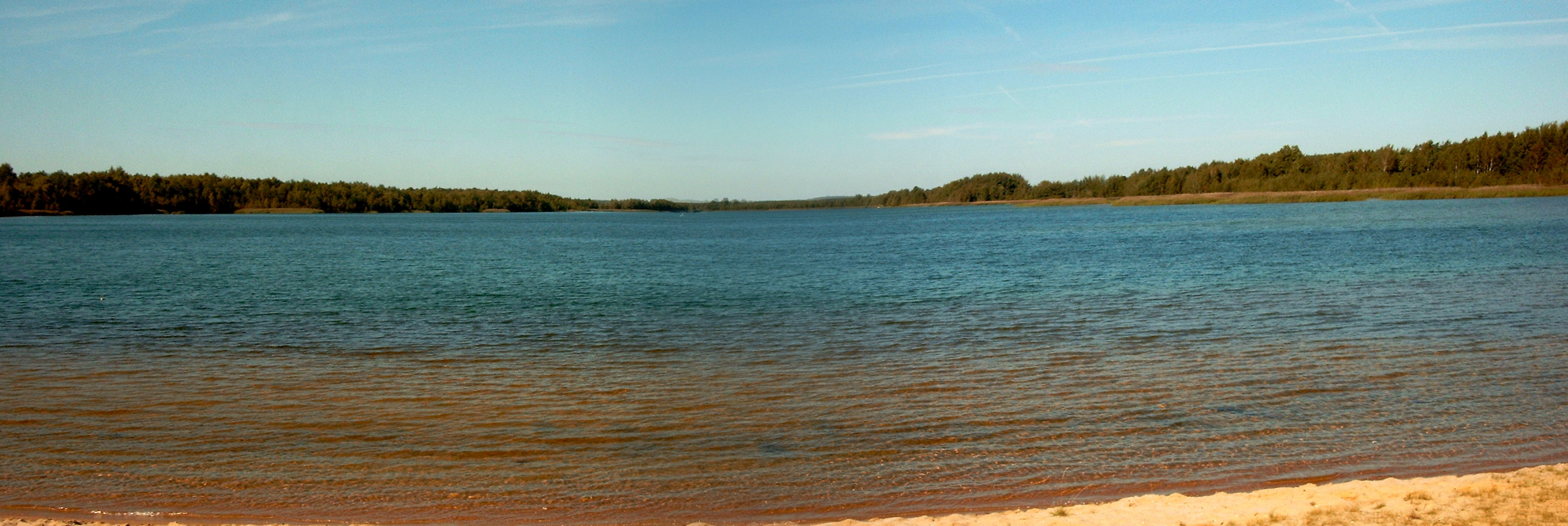
Halbendorfer See — umělé jezero vzniklé zatopením lomu

Obec leží na severním okraji Zhořeleckého okresu, u hranice s Braniborskem, sedm kilometrů na severozápad od Weißwasseru a čtrnáct kilometrů východně od Sprembergu. Obcí dříve procházela železniční trať z Forstu do Weißwasseru, která je nyní mimo provoz.

## Historie
Nejstarší zřejmá zmínka o Groß Dübenu je z roku 1464 (bez přehlásky), jméno je pravděpodobně odvozeno od jména slovanského.
Za třicetileté války byl Groß Düben velmi poškozen, místní zámek byl zcela zničen.

## Správní členění
Groß Düben se dělí na dvě místní části:
- Groß Düben
- Halbendorf (hornolužickosrbsky Brězowka[5]), připojen roku 1999